# Bratsk
Bratsk (ru. Братск) este un oraș din Regiunea Irkutsk, Federația Rusă și are o populație de 259.335 locuitori. Este străbătut de râul Angara. În anul 1954 a început construcția hidrocentralei Bratsk, care este dotată cu 18 turbine Francis, care au 250 MW per agregat, având puterea instalată de 4500 MW